# Hoploclonia gecko
Hoploclonia gecko är en insektsart som först beskrevs av John Obadiah Westwood 1859.  Hoploclonia gecko ingår i släktet Hoploclonia och familjen Heteropterygidae. Inga underarter finns listade i Catalogue of Life.